# Ante Matasić
Ante Matasić (9. lipnja 1862. – 24. lipnja 1942.), hrvatski vojnik i pravaški aktivist, general u vojskama Austro-Ugarske Monarhije i Nezavisne Države Hrvatske.

## Životopis

### Mladost i Prvi svjetski rat
Ante Matasić rođen je u Kompolju pokraj Otočca 9. lipnja 1862. g. Još kao mladi austrougarski časnik upoznao je Antu Starčevića te s njim ostao u vezi, što je na Matasića jako utjecalo te je do kraja života ostao privrženik pravaške misli. Godine 1912. postaje zapovjednikom 25. (zagrebačke) domobranske pukovnije i zamjenikom zapovjednika VII./VI. zagrebačkoga hrvatsko-slavonskog domobranskog okruga. Zagrebačka domobranska pukovnija bila je dio 83. pješačke brigade čuvene 42. domobranske pješačke divizije (Vražja divizija). Ta se brigada pod Matasićevim vodstvom iznimno dokazala tijekom prvoga svjetskog rata u bojevima po Srbiji i Galiciji. Tijekom rata dosegao je čin general bojnika.

### Međuratno razdoblje
Nakon proglašenja Države Slovenaca, Hrvata i Srba, vlast u Hrvatskoj preuzima Narodno vijeće SHS koje umirovljuje Matasića početkom studenog 1918. g. Po proglašenju Kraljevine SHS (kasnije Kraljevine Jugoslavije) počinju politički progoni zbog njegove pravaške orijentacije. Držan je u zatvoru od kraja 1918. do veljače 1919. g. U Zagrebu je bio na čelu kratkotrajnog Časničkog vijeća, osnovanog početkom 1920. g. Vijeće je bilo sastavljeno od (bivših) vojnih osoba i civila, a djelovalo je na liniji skupine Sarkotić-Duić-Perčević (međuratna hrvatska emigracija) i emigrantskog Hrvatskoga revolucionarnog komiteta, pa je imalo svoga delegata u "bečkom odboru" Ivice Franka i Vladimira Sachsa Petrovića. Postoje neke (neprovjerene) tvrdnje da je Matasićevo Vijeće u Zagrebu bilo "organizirana vojna snaga od 2000 ljudi". Daljni žešći progoni slijede u studenom 1929., kada ga privodi policija u sklopu akcije uhićenja Stipe Javora i ostalih pravaških aktivista. To je bila reakcija beogradskog režima na likvidaciju Tonija Schlegela i diverzije mladih pravaških revolucionara.

### Drugi svjetski rat
Odmah nakon proglašenja Nezavisne Države Hrvatske zatražio je pristup u djelatni stališ hrvatske vojske. Unatoč starosti, primljen je u Hrvatsko domobranstvo kao djelatni general pješaštva te je radio u Ministarstvu Hrvatskog domobranstva. Nekoliko tjedana nakon uspostave NDH Ante Pavelić ga je odlikovao. U lipnju 1941. postao je počasni član ustaškog pokreta a u veljači 1942. pozvan je za zastupnika u Hrvatski državni sabor. Umro je 24. lipnja 1942. u Zagrebu.